# William Wistar Comfort
William Wistar Comfort (Bryn Mawr, 19 de abril de 1933 – Middletown, Connecticut) foi um matemático estadunidense.
Comfort estudou no Haverford College obtendo o bacharela do 1954, com um mestrado na Universidade de Washington em 1957 e um doutorado em 1958, orientado por Edwin Hewitt, com a tese Silov Boundaries Induced by Certain Banach Algebras. De 1958 a 1961 foi Benjamin Peirce Instructor na Universidade Harvard. A partir de 1961 foi professor assistente na Universidade de Rochester, a partir de 1965 professor associado na University of Massachusetts at Amherst e a partir de 1967 professor na Universidade Wesleyan.
Foi fellow da American Mathematical Society.

## Publicações selecionadas
- com Stylianos Negrepontis: The Theory of Ultrafilters,  Grundlehren der mathematischen Wissenschaften 211, Springer 1974
- com Negrepontis: Continuous Pseudometrics, Marcel Dekker 1975
- com Negrepontis: Chain Conditions in Topology, Cambridge University Press, 1982